# Тристаннид урана
Тристанни́д ура́на — бинарное неорганическое соединение, интерметаллид
урана и олова
с формулой USn3,
кристаллы.

## Получение
- Сплавление стехиометрических количеств чистых веществ:

{\displaystyle {\mathsf {U+3Sn\ {\xrightarrow {1350^{o}C}}\ USn_{3}}}}

## Физические свойства
Тристаннид урана образует кристаллы кубической сингонии, пространственная группа P m3m, параметры ячейки a = 0,46089 нм, Z = 1,
структура типа тримедьзолота AuCu3.
Соединение образуется по перитектической реакции при температуре 1350 °C.